# Сандра ван дер А
Сандра ван дер А (нід. Sandra van der Aa; нар. 28 червня 1972) — колишня нідерландська тенісистка.
Найвищу одиночну позицію світового рейтингу — 263 місце досягла 16 листопада 1992, парну — 211 місце — 6 червня 1994 року.
Здобула 2 парні титули туру ITF.
Завершила кар'єру 1995 року.

## Фінали ITF
| Турніри $25,000 |
| Турніри $10,000 |

### Одиночний розряд: 1 (0-1)
| Результат | Ранг | Дата            | Турнір                | Покриття | Суперниця | Рахунок       |
| --------- | ---- | --------------- | --------------------- | -------- | --------- | ------------- |
| Поразка   | 1.   | 14 вересня 1992 | Allianz Cup, Болгарія | Ґрунт    | Гайке Руш | 3–6, 6–4, 3–6 |

### Парний розряд: 6 (2–4)
| Результат | Ранг | Дата           | Турнір               | Покриття | Партнерка        | Суперниці                                 | Рахунок          |
| --------- | ---- | -------------- | -------------------- | -------- | ---------------- | ----------------------------------------- | ---------------- |
| Перемога  | 1.   | 7 липня 1991   | ITF Бостад, Швеція   | Ґрунт    | Седа Норландер   | Antonia Homolya Карін Пташек              | 6–3, 6–4         |
| Поразка   | 2.   | 12 серпня 1991 | ITF Ребек, Бельгія   | Ґрунт    | Седа Норландер   | Катажина Теодорович Агата Верблінська     | 2–6, 7–5, 2–6    |
| Поразка   | 3.   | 5 квітня 1993  | ITF Афіни, Греція    | Ґрунт    | Аннемарі Міккерс | Дарія Дешкович Карин Лушниць              | 3–6, 6–7(5)      |
| Перемога  | 4.   | 13 червня 1993 | ITF Ашкелон, Ізраїль | Тверде   | Седа Норландер   | Яел Сегал Петра Торен                     | 6–4, 6–4         |
| Поразка   | 5.   | 10 квітня 1994 | ITF Афіни, Греція    | Ґрунт    | Любомира Бачева  | Патрісія Маркова Сімона Недоростова       | 3–6, 0–6         |
| Поразка   | 6.   | 8 серпня 1994  | ITF Ребек, Бельгія   | Ґрунт    | Стефані Ґомпертс | Elisa Peñalvo López Генріетте ван Алдерен | 6–0, 6–7(3), 2–6 |